# Кая Скоделарио
Кая Скоделарио (на английски: Kaya Scodelario) е британска актриса, известна с ролята на Ефи Стонем в тийнейджърския сериал „Скинс“ и с ролята на Катрин от филма на Андреа Арнолд „Брулени хълмове“.

## Биография
Кая Скоделарио е родена в Падингтън, Лондон, Великобритания. Баща ѝ е англичанин, а майка – бразилка. Родителите ѝ се развеждат, когато тя е дете, и бива отгледана от майка си. Нейният баща Роджър Хъмфри почива на 22 ноември 2010 г.
Скоделарио в обект на тормоз по време на ранното си детство. Имала е ниско самочувствие и страстта ѝ към драмата се превръща в неин отдушник.
Актрисата разкрива в Туитър, че има дислексия, казвайки: „Гледам интересен документален филм по BBC 3 за дислексия, нещо с което се борих през живота си. Това наистина се отрази на самочувствието ми.“
Семейството на майка ѝ живее в град в Бразилия и тя ги посещава толкова често, колкото може.

## Личен живот
През 2007 година Кая започва романтична връзка с Никълъс Холт, който в „Скинс“ играе брата на Ефи.
През 2008 година Скоделарио се среща отново с партньора си от „Скинс“ Джак О'Конъл. Същата година те започват да живеят заедно в апартамент в Северен Лондон, заявявайки, че една жена трябва да бъде „независима и силна“.
През 2009 година актрисата започва да се среща с актьора Елиът Титенсорн.

## Филмография
| Година      | Филм                               | Роля         | Бележки |
| ----------- | ---------------------------------- | ------------ | ------- |
| 2007 – 2013 | Скинс                              | Ефи          | сериал  |
| 2009        | Луна                               | Ив           |         |
| 2010        | Shank                              | Таша         |         |
| 2010        | Сблъсъкът на титаните              | Пешет        |         |
| 2011        | Брулени хълмове                    | Катрин       |         |
| 2012        | True Love                          | Карън        | сериал  |
| 2012        | Най-добре сега                     | Зоуи         |         |
| 2012        | Twenty8k                           | Сали         |         |
| 2013        | Emanuel and the Truth About Fishes | Еманюел      |         |
| 2013        | Southcliffe                        | Ана          | сериал  |
| 2014        | Лабиринтът: Невъзможно бягство     | Тереза Агнес | филм    |
| 2015        | Лабиринтът: В обгорените земи      | Тереза Агнес | филм    |
| 2017        | Карибски пирати 5                  | Карина Смит  | филм    |
| 2018        | Лабиринтът: Последният кандидат    | Тереза Агнес | филм    |